# Discografia di Heather Parisi
Questa voce elenca l'intera discografia italiana e quella estera in maniera parziale di Heather Parisi dal 1979 ad oggi. I dischi di Heather sono stati pubblicati oltre che in Italia, anche in Germania, Spagna e Colombia e consistono in 5 album in studio, 7 compilation, e 25 singoli, di cui 14 in Italia, 7 in Germania e 3 in Spagna e 1 in Colombia.
Nel 2016 pubblica il suo primo singolo in formato digitale, Tanto tempo ancora, duetto con Lorella Cuccarini, a cui segue nel 2017 A game.
La show girl si è piazzata due volte al primo posto dei singoli più venduti con Disco Bambina e Cicale vincendo in entrambi i casi il Disco d'oro.

## Album
- 1981 – Cicale & Company (CGD, CGD 20276)
- 1983 – Ginnastica fantastica (Polydor, 815 721 1)
- 1983 – Il fantastico mondo di Heather Parisi (ristampa di Cicale & Company con l'aggiunta di tre sigle)
- 1991 – HP (Mercury, 846 417-1)
- 1991 – Io, Pinocchio (Mercury, 510 738-2)
- 2017 – Blind Maze - Ragazzi con la pelle sottile (RedSofa Records, REDS001CD)

## Raccolte
- 1988 – Heather e Lorella (Polydor, 835 068-1)
- 1989 – Faccia a faccia (Polygram)
- 1991 – Disco Bambina: Greatest hits (Polygram)
- 1999 – Pinocchio e altri successi (Polygram)
- 2004 – Le più belle canzoni (WEA, 6776569)
- 2005 – Le più belle canzoni di Heather Parisi (WEA)
- 2016 – Playlist: Heather Parisi (WEA)

## 45 giri
- 1979 – Disco bambina/Blackout (CGD, CGD 10200)
- 1981 – Ti rockerò/Lucky girl (CGD, CGD 10302)
- 1981 – Cicale/Mr. pulce (CGD, CGD 10349)
- 1983 – Radiostelle/Alle corde (CGD, CGD 10456)
- 1983 – Ceralacca/Raghjayda (Polydor, 815-750-7)
- 1984 – Crilù/No words (Polydor, 881-420-7)
- 1985 – Crilù in Bangkok/Morning in Tokyo (come Angel Program; Polydor, 881 924-1, 12")
- 1985 – Crilù in Bangkok/Morning in Tokyo (come H.P.; Polydor, 881-924-7, 7")
- 1986 – Teleblù/Videolips (Polydor, 883-952-7)
- 1986 – Grandi Magazzini/Heppinesse (con tutto il cast di Grandi magazzini; RCA italiana, BB 41011)
- 1987 – Dolceamaro/All'ultimo respiro (Polydor, 887-180-7)
- 1989 – Faccia a faccia/Feelings Come and Go (Polydor, 871-572-7)
- 1989 – Livido/Livido (Instrumental Version) (Polydor, 873-192-7)
- 1991 – Pinocchio/Se te ne vai (Polydor, 866 194 7)
- 2017 – A Game/Bambina Bambina (edizione limitata; RedSofa Records, REDS 001 EP, 7")

## 45 giri promo juke box
- 1979 – Disco bambina/Blackout (promo juke box; CGD, CGD YD 548)
- 1981 – Ti rockerò/Tu cosa fai stasera? (promo juke box; CGD, CGD YD 584) - split con Dario Baldan Bembo
- 1981 – Buona fortuna/Cicale (promo juke box; CGD, CGD YD 601) - split con i Pooh
- 1981 – Fotografie/Quando i grilli cantano (promo juke box; CGD, CGD YD 611) - split con i Pooh
- 1983 – Radiostelle/Avrò (promo juke box; CGD, CGD YD 647) - split con Giorgia Fiorio
- 1983 – I love you too much/Ceralacca (promo juke box; Polygram – AS 5000 670) - split con i Bee Gees

## Singoli digitali
- 2016 – Tanto tempo ancora (duetto con Lorella Cuccarini, sigla della trasmissione televisiva Nemicamatissima)
- 2017 – A Game
- 2017 – Bambina Bambina

## 45 giri esteri
Germania
- 1979 – Disco bambina/Blackout (CBS, CBS 8152, 7")
- 1979 – Disco bambina/Blackout (promo; CBS, CBS S 8152, 7")
- 1981 – Ti rockerò/Lucky girl (Ariola, 103 173-100, 7")
- 1981 – Ti rockerò/Lucky girl (7" promo; CGD/Ariola, 103 173-100)
- 1982 – Cicale/Mr. pulce (CGD/Ariola, 104 348-100)
- 1984 – Ciao ciao/Maschio (Polydor, 821697-7)
- 1987 – Baby come back to me/I'm hot (White Records, 109 428)

Spagna
- 1979 – Disco bambina/Apagon (Epic, EPC 8610)
- 1988 – Sin darme un respiro/Dolceamaro (EMI – 006-2028837)

## Brani inediti
I seguenti brani sono stati registrati da Heather Parisi in occasione di alcune sue partecipazioni a film e programmi televisivi, ma mai pubblicati su CD o in formato digitale:
- 1981 – Occhi rosa per te (avansigla finale di Stasera niente di nuovo, incisa in coppia con Sandra Mondaini)
- 1993 – Magicalibu (sigla di Bellezze al bagno)
- 1994 – Due (sigla di Una sera al Luna Park)
- 1995 – Arriba! Arriba! (sigla di Arriba!!! Arriba!!!)
- 2002 – Disco Bambina 2000

## Singoli nelle classifiche italiane (Parziale)
Dati hitparadeitalia.
| SINGOLO                       | ANNO | POS. MAX | POS. ANNUALE |
| ----------------------------- | ---- | -------- | ------------ |
| Disco bambina/Blackout        | 1979 | 1        | 11           |
| Ti rockerò/Lucky girl         | 1981 | 7        | 48           |
| Cicale/Mr. pulce              | 1981 | 1        | 13           |
| Ceralacca/Raghjayda           | 1983 | 8        | 58           |
| Crilù/No words                | 1984 | 3        | 26           |
| Dolceamaro/All'ultimo respiro | 1987 | 4        | -            |

## Videografia
- 1991 – Broken English
- 2017 – A Game